# Woonruimteverdeling
Woonruimteverdeling in Nederland is een stelsel van wetten en regels om in geval van schaarste op de woningmarkt, huurwoningen verantwoord te kunnen verdelen. De belangrijkste wet is de Huisvestingswet, gemeenten mogen op grond daarvan een Huisvestingsverordening opstellen die alleen op het gebied van de gemeente geldt. De bevoegdheden kunnen worden gebruikt als de vraag zoveel groter is dan het aanbod, dat sprake is van onrechtvaardige of onevenwichtige effecten op de woningmarkt. Ongeveer de helft van de gemeenten maakt gebruik van deze bevoegdheid. Vaak betreft het woningen met een huurprijs onder de huurprijsliberalisatiegrens van € 710,68 per maand (2018), woningen met een hogere huur vallen onder de vrije sector.
Woningcorporaties kunnen eigen regels opstellen en kunnen met gemeenten regels afspreken over de wijze waarop de vrijkomende huurwoningen worden verdeeld. Zo kunnen bepaalde groepen voorrang krijgen bij de verdeling, bijvoorbeeld wegens medische toestand, sloop van de huidige woning of sociale problemen. Daarnaast verhuren de meeste corporaties een deel van hun woningen aan bijzondere doelgroepen. De regels kunnen per gemeente verschillen. Sommige gemeenten en corporaties stellen tientallen gedetailleerde regels, andere een paar hoofdlijnen, en soms is de regel dat de vrijkomende woningen worden verloot.
Met uitzondering van het Noorden bieden woningcorporaties in de meeste regio's hun woningen aan via een gezamenlijk woonruimteverdeelsysteem.
In de meeste gevallen moet men zich eerst inschrijven om voor een woning in aanmerking te komen. Vaak zijn aan die inschrijving kosten verbonden - soms jaarlijks, soms eenmalig. De kosten lopen van geval tot geval uiteen.
Veel woningcorporaties publiceren hun regels en het "actuele aanbod" van woningen via internet. Soms doet men dat individueel (per corporatie apart), vaak gebeurt het in gemeenschappelijk verband. Zo zijn er verschillende woonruimteverdeelregio's zoals Thuisinlimburg, Klik voor Wonen (Breda), De Woningzoeker (Zwolle), Haaglanden (Den Haag), Utrecht, Amsterdam, Almere, Gooi en Vechtstreek, Haarlem, Drechtsteden en Rotterdam